# Semana académica
A semana académica(pt) ou acadêmica(br) é um evento estudantil de instituições de ensino técnico e superior. Normalmente, cada instituição tem a sua própria semana acadêmica. Apesar do mesmo nome, as semanas em Portugal e no Brasil são ligeiramente diferentes.
No Brasil, a semana acadêmica é um evento estudantil em que ocorrem palestras e oficinas para os estudantes, ao invés de aulas normais. Geralmente pessoas de fora da instituição são convidadas para compartilhar conhecimento. Dependendo do curso ou da instituição, algumas palestras e eventos são cobrados, enquanto que em outras ela é gratuita.
Já em Portugal, é uma festividade que tem diversos nomes, variando por instituição ("Enterro" na Universidade de Aveiro, "Enterro da Gata" na Universidade do Minho etc.), sendo o mais comum "Queima", referindo-se à "Queima das Fitas", por ser o nome da semana acadêmica mais antiga do país — a da Universidade de Coimbra — e também o nome mais comum das semanas acadêmicas de todo o país. A semana académica do Algarve é conhecida pela famosa "benção das pastas" e é o maior evento da cidade de Faro.
No ano 2012, a Queima das Fitas de Coimbra bateu o recorde de espectadores num só concerto com a passagem de cerca de 60 mil pessoas pelo recinto na noite que a cidade dos estudantes recebeu o DJ Steve Aoki. No final da semana festiva nesta cidade nesse mesmo ano, o recinto dos espetáculos viu passar 200 mil pessoas para assistir a concertos. 
No ano seguinte, 2013, o DJ Hardwell ultrapassou a fasquia do ano anterior, e registrou o maior número de pessoas de sempre,na Queima das Fitas de Coimbra.

## Queima das fitas
A tradição acadêmica da Queima das Fitas tem a sua origem em Coimbra, onde durante vários meses se desenvolvem atividades culturais e desportivas juntando toda a academia e os seus estudantes, na maioria das instituições uma semana festiva que acontece todos os anos durante o mês de Maio. Entre diversas atividades, estão a serenata estudantil, os concertos musicais e o cortejo acadêmico.

### Cortejo acadêmico do Porto

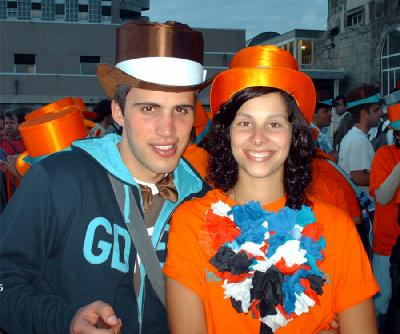
Cortejo da Queima das Fitas no Porto

Originalmente, no cortejo, que faz parte das atividades acadêmicas da Queima das Fitas, os finalistas iam à frente e os carros alegóricos e os caloiros seguiam na parte traseira do cortejo. Atualmente, os finalistas vão espalhados pelas respectivas casas (instituições de ensino), imediatamente à frente do seu carro. Frequentemente, em cima dos carros vão os Fitados. Atrás do carro, a fechar cada casa vêm os caloiros. Nesse dia do cortejo, os caloiros, ao passarem pela tribuna, deixam de ser caloiros e passam a pastranos. 
A ordem do cortejo é determinada pelo Magnum Consilium Veteranorum, órgão máximo da praxe portuense e conforme a antiguidade académica. Assim, em primeiro lugar desfilam as casas da Universidade do Porto, depois as da Universidade Católica Portuguesa e da Universidade Portucalense Infante D. Henrique, depois as do Instituto Politécnico do Porto. Seguem-se as demais instituições reconhecidas como integrando o Magnum Consilium, depois as chamadas casas convidadas (casas em processo de admissão ao Magnum Consilium Veteranorum) e por fim o Carnaval (casas sem nenhuma ligação ao Magnum Consilium Veteranorum, mas cuja presença é autorizada pelo mesmo). Encerra o cortejo uma casa da Academia, a Universidade Fernando Pessoa, que foi - em tempos idos - relegada para o último lugar.
O cortejo segue atualmente o trajeto Estação Trindade (Metro do Porto)  - Avenida dos Aliados. Nesse último ponto, situa-se a tribuna, onde está o Reitor da Universidade do Porto (e outras autoridades académicas e civis), a quem o Dux Veteranorum simbolicamente pede autorização para que a Academia Portucalense possa passar. Após isso, o Dux Veteranorum assume o seu lugar na tribuna e os cursos começam a sua passagem. 
Nos últimos anos, o cortejo tem começado pelas 15 horas, com a chegada junto da tribuna do Dux Veteranorum, devidamente acompanhado pelo Magnum Consilium e demais Veteranos, Decanos e antigos alunos, pelas 15h10, e tem durado até cerca das 2 horas da manhã já de quarta-feira.
A indumentária correta para todos os participantes no cortejo é o traje acadêmico, excepto para os caloiros. Os finalistas usam, com o traje acadêmico, uma cartola e uma bengala com as cores da sua instituição acadêmica como sinal de terem chegado ao fim da vida de estudante, que receberam na Imposição de Insígnias (no Domingo anterior).